# Ska Authentic
 Ska Authentic és el títol del primer àlbum de la banda jamaicana de ska, The Skatalites.
The Skatalites era una de les dues bandes de l'estudi de la segell Studio One. Tot i que la banda original es va dissoldre a l'agost de 1965, fins a 1967 no va aparèixer el primer àlbum acreditat a la banda. L'àlbum, gravat al llarg de 1963, comptava d'11 composicions de música instrumental.

## Llista de cançons[1]
1. «Lee Oswald»
2. «Bridge view»
3. «President Kennedy»
4. «Further east»
5. «You're so delightful»
6. «Four corners»
7. «Scrap iron»
8. «Feeling good»
9. «Royal flush»
10. «Ball of fire»
11. «Christine Keiler»

## Personal
- Don Drummond: trombó.
- Tommy McCook: saxo tenor.
- Roland Alphonso: saxo tenor.
- Lester Sterling: saxo alt.
- «Dizzy Johny» Moore: trompeta.
- Lloyd Brevett: baix, contrabaix.
- Lloyd Knibb: bateria.
- Jackie Mittoo: piano i orgue.
- Jah Jerry Haines: Guitarra.
- Clement «Coxsone» Dodd: productor discogràfic.